# وایزندورف
وایزندورف (به آلمانی: Weisendorf) یک شهر در آلمان است که در ارلانگن-هخشتات واقع شده‌است.